# Na kometě

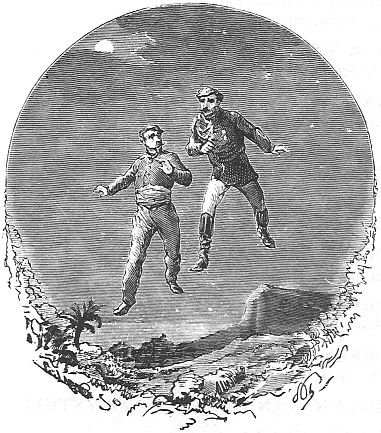
Na kometě, původní ilustrace.

Na kometě (1877, Hector Servadac. Voyages et aventures á travers le monde solaire) je vědeckofantastický dobrodružný román francouzského spisovatele Julesa Verna z jeho cyklu Podivuhodné cesty (Les Voyages extraordinaires). Ve francouzštině se román jmenuje podle svého hlavního hrdiny, francouzského kapitána Hektora Servadaka, a podtitul názvu lze volně přeložit jako „Dobrodružná cesta napříč sluneční soustavou“.
Vernovo vyprávění podal vedle dobrodružného děje i základní znalosti o naší Sluneční soustavě. Přestože některé astronomické údaje jsou zastaralé a nesprávné, je dílo dodnes nejen napínavou, ale i poučnou četbou. Původní text románu však překvapivě obsahuje také mnohé protižidovské pasáže, které jsou dnes podstatně upraveny a zmírněny.
Podle knihy natočil roku 1970 český režisér Karel Zeman film Na kometě, který byl realizován stejným originálním způsobem jako předcházející Zemanovy „verneovky“ Vynález zkázy a Ukradená vzducholoď, tj. jako kombinace hraného a animovaného filmu založeného na původních francouzských ilustracích k Vernovým románům.

## Děj románu
Román líčí osudy skupiny vesmírných trosečníků, letících Sluneční soustavou na kometě Gallii, která po srážce se Zemí strhla s sebou část zemského povrchu i s jejími obyvateli. Ke katastrofě došlo prvního ledna roku 188x v oblasti Gibraltaru. Na území odervaném od Země zůstalo celkem šestatřicet lidí francouzské, anglické, španělské, ruské a německé národnosti. Tito lidé si zprvu neuvědomovali, co se stalo, a srážku považovali za zemětřesení. Nejdříve postřehli úbytek na váze: pobočník kapitána Servadaka Ben Zuf ke svému úžasu vyskočil do výše dvanácti metrů. Zuf se Servadakem si také brzy všimli, že střídání dne a noci se zkrátilo na šest hodin, že se vyměnil východ se západem a že voda začíná vřít při 66 stupních Celsia, z čehož správně usoudili, že zřídla atmosféra a klesl tlak. Už na začátku svého pobytu na Gallii zpozorovali její obyvatelé Zemi s Měsícem, avšak domnívali se, že jde o jakousi neznámou planetu. Další důležité údaje získali až při výzkumné výpravě lodí, kterou vzala kometa rovněž sebou. Během plavby objevili pohoří přehrazující moře, jež zpočátku považovali za moře Středozemní, a na ostrově Formentera (před jeho odtržením součást Baleár) pak nalezli francouzského astronoma Palmyrina Rosetta, který jim pomohl všechny záhadné úkazy rozřešit. Všichni jsou na kometě, kterou Rosette již před rokem objevil a předpověděl její srážku se Zemí, ovšem nikdo mu nevěřil, protože vrstvy mlhy v té době znemožňovaly astronomická pozorování.
Jak zjistila výzkumná plavba, obvod Gallie činil 2 320 kilometrů. Hmotu komety vypočítal Rosette. Stanovil ji na 209 346 miliard tun. K výpočtu použil pérové váhy a čtyřiceti stříbrných pětifrankových mincí, které vážily na Zemi rovný jeden kilogram. Vzhledem k tomu, že majitel váhy, Žid Hakhabut, přístroj zfalšoval, bylo nutno údaj o čtvrtinu snížit.
Nedobrovolní cestovatelé Sluneční soustavou neměli ovšem naději na dlouhodobou kolonizaci svého nového světa, neboť jim zde chyběla orná půda. Živili se především zvířectvem, které na odervané pevnině zbylo. K podivným úkazům, se kterými se pak setkali, patřilo například to, že moře komety nechtělo zamrznout, přestože teplota klesla pod bod mrazu (podle teorie, že nehybná vodní hladina údajně vzdoruje mrazu déle než hladina rozvlněná větrem). Jakmile ale byl do moře vhozen ledový střep, zazněl praskot a moře v okamžiku zamrzlo. Led byl zcela hladký a umožňoval bruslení a jízdu na plachetních saních.
Navzdory katastrofální situaci, v níž se trosečníci ocitli, pokračovaly i na Gallii mocenské spory obvyklé na Zemi, protože francouzští i angličtí důstojníci se považovali za plnomocné představitele svých vlád. Předmětem jejich zájmu byla například španělská Ceuta, z níž se na kometě stal ostrov, o kterém obě strany usoudily, že nyní patří k neobsazeným územím. Kapitán Servadak se tudíž pokusil Ceuty zmocnit, avšak nebyl úspěšný. Ukázalo se totiž, že ostrov už zabrali ve prospěch své vlády Angličané, udržující spojení se svou základnou na Gibraltaru pomocí optického telegrafu.
Kometa Gallia se Slunci vzdálila nejvíce po déle než roční pouti vesmírem a pak se začala vracet k Zemi. Začátkem listopadu ukázaly upřesněné Rossetovy výpočty, že dojde k novému střetu se zemským povrchem, a to přesně dva roky po tom prvním, tedy opět prvního ledna. Objevil se proto nápad opustit kometu před srážkou v balonu. Návrh byl schválen a trosečníci si zhotovili balon z plachet své lodi. V polovině prosince došlo k zemětřesení, při kterém se Gallia částečně rozpadla a ztratila úlomek, na němž pravděpodobně zahynuli Angličané z Ceuty a z Gibraltaru. Když došlo prvního ledna opět ke kontaktu atmosfér Gallie a Země, trosečníci opustili kometu v balonu a bezpečně přistáli dva kilometry od Mostaganemu v Alžírsku.

## Ilustrace
Knihu Na kometě ilustroval Paul-Dominique Philippoteaux.

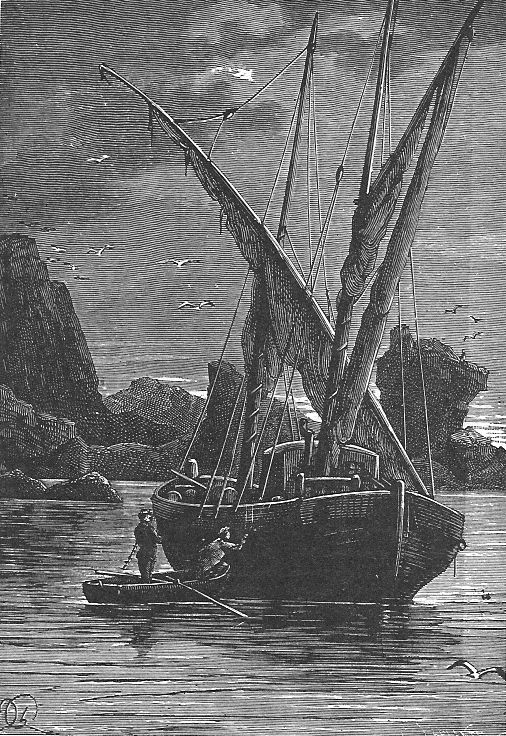
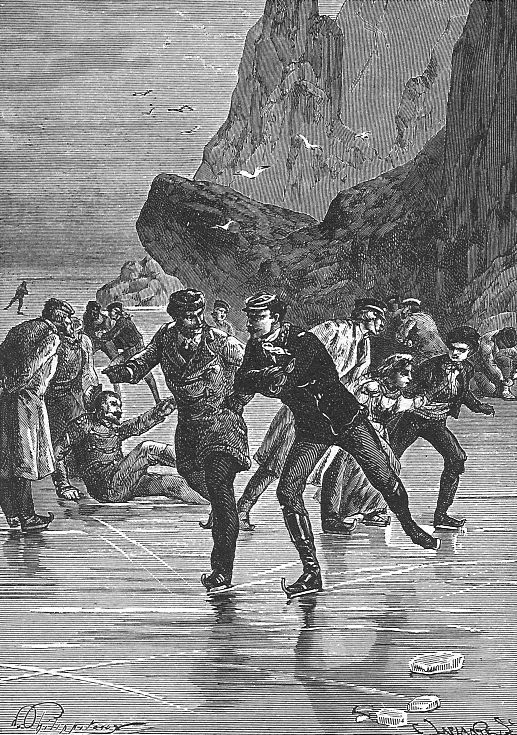
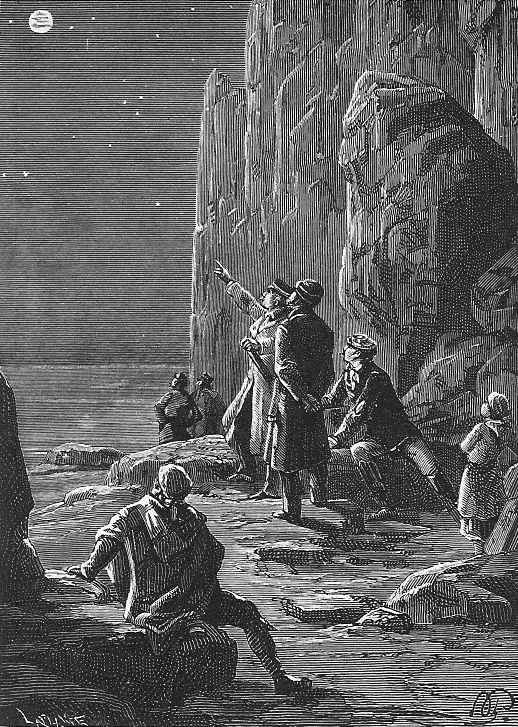
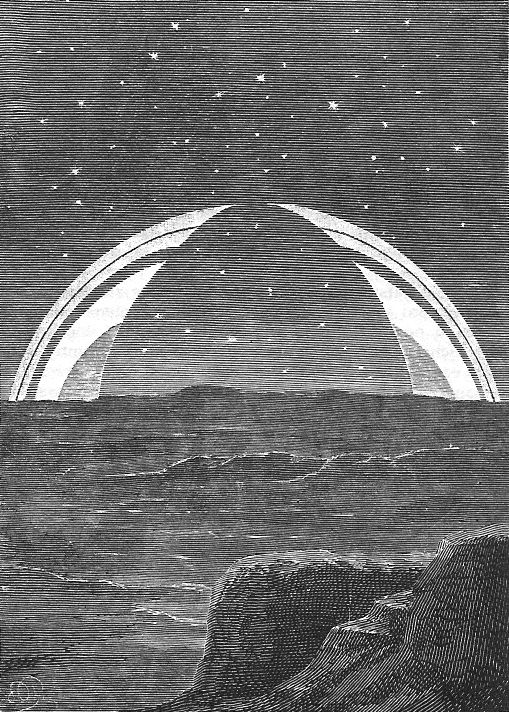
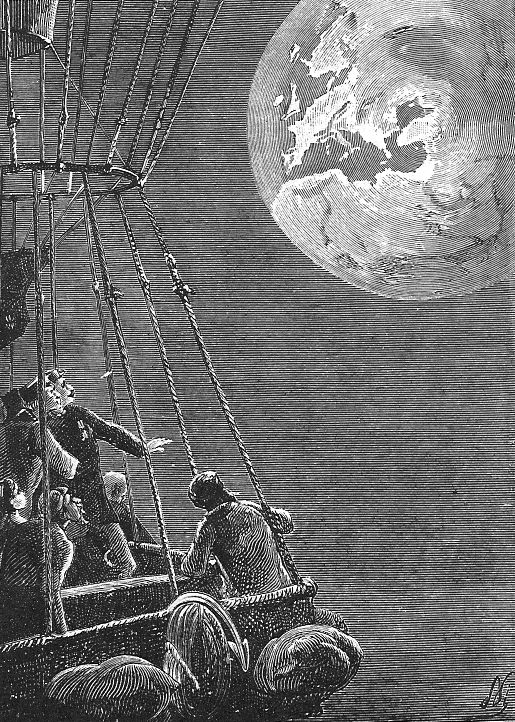

## Česká vydání
- Světem slunečním, Alois B. Laermann, Praha 1882, dva svazky, Dostupné online.
- Na kometě, Josef R. Vilímek, Praha 1896, přeložil Bedřich Fricke, znovu 1907,
- Hektor Servadak, Eduard Beaufort, Praha 1910, přeložil Vítězslav Unzeitig,
- Na kometě, Josef R. Vilímek, Praha 1921, přeložil Bedřich Fricke, znovu 1924 a 1930.
- Na kometě, SNDK, Praha 1956, přeložil Václav Netušil, znovu 1975.
- Na kometě, Návrat, Brno 1998, přeložil Bedřich Fricke,
- Na kometě, Albatros, Praha 1999, přeložil Václav Netušil.
- Na kometě, Omega, Praha 2016, přeložil Bedřich Fricke, znovu 2019.
- Na kometě, Nakladatelství Josef Vybíral, Žalkovice 2022